# Wild Side
"Wild Side" är en sång av det amerikanska hårdrock / glam metalbandet Mötley Crüe. Den finns med på albumet Girls, Girls, Girls, och släpptes även som singel. Den kom dock inte in på Billboard Hot 100. Den skrevs av Nikki Sixx, Tommy Lee och Vince Neil.
När Girls, Girls, Girls kom ut som nyutgåva 2003, fanns en instrumental remix av Wild Side med.

## Låtlista
1. "Wild Side" - 4:40
2. "Five Years Dead"

## Medverkande
- Vince Neil - sång
- Mick Mars - gitarr
- Nikki Sixx - bas
- Tommy Lee - trummor